# Вентспилсский международный радиоастрономический центр
Вентспилсский международный радиоастрономический центр (латыш. Ventspils Starptautiskais radioastronomijas centrs (VSRC), англ. Ventspils International Radio Astronomy Centre (VIRAC)) — основан в 1971 году в Ирбене (в советское время «Вентспилс-8»), в 30 км севернее города Вентспилс, Латвия на берегу Балтийского моря. Создан был советскими войсками как Станция космической разведки «Звезда» (часто упоминается название «Звёздочка»), в/ч 51429 (649 отдельный пункт разведки радиоизлучений космических объектов «Вентспилс»), а в 1994 году, после ухода военных, стал подчиняться Латвийской академии наук. В 2004 году VIRAC был передан Вентспилсскому университетскому колледжу (Вентспилсская высшая школа). С октября 2016 года VIRAC входит в Европейскую радиоинтерференционную сеть (EVN).

## Руководители обсерватории
- профессор Горелик — один из создателей системы «Звезда»
- 1996—2005 — Edgars BERVALDS — директор VIRAC[3]
- сейчас — Индра Дедзе — директор VIRAC[4]

## История обсерватории
Летом 1967 года началось строительство 649-го отдельного пункта разведки радиоизлучений космического пространства. Станция космической разведки «Звезда» (в/ч 51429) была построена в 1971 году. На базе центра было 4 радиотелескопа. Основными задачами станции были перехват сигналов со спутников и военных баз и слежение за спутниками. Специально для станции космической разведки был построен поселок Ирбене, в котором жило 2000 человек — военные и их семьи.
В связи с уходом российских войск из Латвии 22 июля 1994 года станция была передана в распоряжение Латвийской академии наук. Военные демонтировали и увезли с собой один радиотелескоп. На базе оставшихся радиотелескопов в 1996 году был образован Вентспилсский международный радиоастрономический центр (англ. Ventspils International Radio Astronomy Centre (VIRAC)). В 1999 году был подписан договор об участии VIRAC в работе сети LFVN (РСДБ-наблюдения). Но работа с LFVN была недолгой. В 2004 году VIRAC был передан Вентспилсской высшей школе. С 2007 года обсерватория снова участвует в проекте LFVN, участвуя в приеме отраженных эхо-сигналов от объектов ближнего космоса на длине волны 6 см. Основные тематики исследований, которые проходят в данном центре: радиоастрономия, радиоинтерферометрия, астрометрия, физика Земли и Солнца. В данный момент в Центре работает 24 сотрудника.
В 2014—2015 годах антенна РТ-32 прошла глубокую модернизацию. Помимо главного инструмента обсерватории, был обновлён радиотелескоп РТ-16. С 2019 года в обсерватории VIRAC работает станция сети радиотелескопа LOFAR.

## Инструменты обсерватории
- П-400 или РТ-32 «Сатурн» (D = 32 м, F = 11,5 м, Fэффект = 87 м, S = 400м2, построен в 1974 году) — принимающая антенна в СМ и ДМ диапазонах[10] (часто встречается ошибочное название «Юпитер»)
- РТ-16 «Плутон» — (часто встречается ошибочное название «Сатурн»)
- РТ-8 «Уран» — построен в 1969 году. Демонтирован в 1993 году.
- Малая радиоантенна (диаметр ~3 метров) (1970—1993 гг) кодовое обозначение «Меркурий» или «#4»
- 2-метровый радиотелескоп — работает для астрономических исследований (установлен в 2000-х годах)
- Станция сети радиотелескопа LOFAR.[9]

## Отделы обсерватории
- Отдел радиоастрономии
- Отдел спутниковых технологий

## Направления работ
- Исследования Солнца
- Бомбардировки Леонидами поверхности Луны
- фундаментальные и практические программы исследований в радиоастрономии
- астрофизика
- космология
- геофизика
- геодинамика
- геодезия
- РСДБ-локации тел Солнечной системы (проект LFVN)
- Получение данных со спутников
- Астероиды
- Космический мусор
- Получение данных и управление ИСЗ «Вента-1» первым Латвийским спутником (запуск планируется из Индии в 2017 году)

## Адрес обсерватории
- VSRC, Ventspils raj. Ances pag., Irbene, LV-3600

## Интересные факты
- От ВМРАЦ до Ирбене идёт подземный ход, который виден с поверхности[11] как вал длиной 3 км. В данный момент он законсервирован[12]
- Радиолокатор в Ирбене признан журналистами Балтийских стран одним из самых интересных туристических объектов в Латвии[13]
- Рядом с обсерваторией все ещё находятся руины заброшенного и разграбленного советского военного городка[14]